# Antonia (género)
Antonia es un género con 5 especies de plantas con flores perteneciente a la familia Loganiaceae.

## Especies
- Antonia griffithii
- Antonia obliqua
- Antonia ovata
- Antonia pilosa
- Antonia pubescens